# Van Wilder 3 : La Première Année de fac
Série
Van Wilder 2: Sexy Party
(2006)
Pour plus de détails, voir Fiche technique et Distribution.
Van Wilder 3 : La Première Année de fac (Van Wilder: Freshman Year) est un film américain réalisé par Harvey Glazer, sorti directement en vidéo en 2009.

## Synopsis
Van Wilder entame sa première année à la faculté de Coolidge, la même faculté d'où son père est reparti diplôme en poche, ainsi que son grand-père et ainsi de suite… Il se frottera à une autorité quelque peu « militaire » banissant alcool, sexe et fêtes du campus, il mettra donc tout en œuvre pour changer ceci et faire en sorte de faire de cet endroit un endroit festif où alcool, filles nues et fêtes délirants seront au rendez-vous.

## Fiche technique
- Titre original : Van Wilder: Freshman Year
- Titre français : Van Wilder 3 : La Première Année de fac
- Réalisation : Harvey Glazer
- Scénario : Todd McCullough
- Musique : Nathan Wang
- Photographie : Shawn Maurer (en)
- Montage : Aden Bahadori, Suzanne Hines et Mahi Rahgozar
- Production : Peter Abrams (de), Robert L. Levy (en) et Andrew Panay
- Société de production : National Lampoon, Paramount Famous Productions et Tapestry Films
- Pays de production :  États-Unis
- Langue originale : anglais
- Genre : Comédie
- Durée : 98 minutes
- Dates de sortie : 
  - États-Unis : 14 juillet 2009
  - France : 24 juin 2010 (sorti directement en DVD)

## Distribution
- Jonathan Bennett : Van Wilder
- Kristin Cavallari : Katlin Hayes
- Kurt Fuller : le doyen Charles Reardon
- Steve Talley : le lieutenant Dirk Arnold
- Nestor Aaron Absera : Farley
- Nick Nicotera (VF : Vincent de Boüard) : le caporal Benedict
- Jerry Shea : Yu Dum Fok
- Meredith Giangrande : Eve
- Irene Keng : Dongmei
- Linden Ashby : Vance Wilder Sr.
- Mike Pniewski : le général Thomas
- Mike Brune : Irving Peppler
- Leland L. Jones : le révérend Dawkins
- Dennis Luciani : le professeur Downs
- Sonny Shroyer : le coach Bob
- Jasmine Burke : Molly